# Dunja Mijatović
Dunja Mijatović (ur. 8 września 1964 w Sarajewie) – bośniacka działaczka na rzecz praw człowieka, specjalistka w zakresie prawa medialnego, do 2024 Komisarz Praw Człowieka Rady Europy.

## Życiorys
W 1987 uzyskała tytuł licencjata na Uniwersytecie w Sarajewie. W 2002 po studiach na Uniwersytecie w Sarajewie, Uniwersytecie Sussex, Uniwersytecie w Bolonii oraz w London School of Economics na podstawie pracy dyplomowej pt. The Internet and Freedom of Expression otrzymała tytuł magistra europeistyki.
W latach 2001–2010 była dyrektorem do spraw radia w Agencji Regulacji Mediów Bośni i Hercegowiny, w latach 2005–2007 przewodniczyła Grupie Specjalistów Wolności Ekspresji i Informacji w Czasach Kryzysu Rady Europy (Council of Europe’s Group of Specialists on Freedom of Expression and Information in Times of Crisis), w latach 2007–2010 przewodniczącą Europejskiej Platformy Agencji Regulacyjnych (European Platform of Regulatory Agencies), a w latach 2010–2017 pełniła funkcję Reprezentanta Organizacji Bezpieczeństwa i Współpracy w Europie (OBWE) do Spraw Wolności Mediów.
25 stycznia 2018 została wybrane przez Zgromadzenie Parlamentarne Rady Europy na stanowisko komisarza praw człowieka tej organizacji i objęła je 1 kwietnia 2018. Jest czwartą osobą na tym stanowisku. Poprzednio pełnili je: Nils Muižnieks (2012–2018), Thomas Hammarberg (2006–2012) i Álvaro Gil-Robles (1999–2006).
W 2019 odwiedziła Polskę, czego pokłosiem był jej raport. Zaapelowała w nim do władz polskich o skuteczne stosowanie Konwencji Stambulskiej oraz pilne przyjęcie przepisów w celu zapewnienia praktycznej dostępności przystępnych i legalnych świadczeń aborcyjnych. Wezwała też polski parlament do odrzucenia wszelkich inicjatyw legislacyjnych zmierzających do osłabienia istniejącego zakresu ochrony i ograniczenia dostępu kobiet do ich praw seksualnych i reprodukcyjnych.
1 kwietnia 2024 na stanowisku Komisarza praw człowieka RE zastąpił ją Irlandczyk, Michael O'Flaherty. 